# Russell Coutts
 (septembre 2010).
Si vous disposez d'ouvrages ou d'articles de référence ou si vous connaissez des sites web de qualité traitant du thème abordé ici, merci de compléter l'article en donnant les références utiles à sa vérifiabilité et en les liant à la section « Notes et références ».
Russell Coutts, né le 1er mars 1962 à Wellington, est un skipper et barreur néo-zélandais.
Il a participé à la Coupe de l'America, et l'a remportée quatre fois consécutivement. Il est considéré comme l'un des plus grands barreurs de cette compétition. Il est décoré de l'ordre de l'Empire britannique.

## Biographie
Russell Coutts est né en 1962 à Wellington en Nouvelle-Zélande. Il est titulaire d'une licence d'ingénieur de l'université d'Auckland. Il est initié très jeune à la voile, comme une grande partie des jeunes néo-zélandais. En 1984 aux Jeux olympiques de Los Angeles, il décroche la médaille d'or dans la catégorie Finn, bien que blessé.
En 1992, il devient champion du monde de match race, et en 1993, il réitère  cette performance, et remporte surtout l'Admiral's Cup, l'une des plus prestigieuses régates. Peter Blake fait appel à lui pour rejoindre son équipe, qui défie les Américains à San Diego dans la Coupe de l'America. Russell Coutts devient le barreur de Black Magic, nom du voilier néo-zélandais.

## Victoire en Coupe de l'America en 1995
Dans la Coupe Louis-Vuitton, Russell Coutts fait étalage de tout son talent, en remportant 42 victoires sur 43 régates. Puis l'équipage néo-zélandais bat à domicile le Young America de Dennis Conner, sur le score de 5 à 0, en 1995. C'est la seconde défaite pour Dennis Conner, et c'est la seconde fois que la coupe quitte l'Amérique. Dès lors, Russell Coutts devient une référence et ajoute dans la foulée en 1996 un 3e titre de champion du monde de match Race à son palmarès.

## Prophète en son pays
En 2000, les rôles sont inversés, car Team New Zealand est maintenant le defender. Comme celui-ci est défendu de participer à la Coupe Louis-Vuitton, ils devront affronter un challenger très affûté, le voilier italien Luna Rossa barré par Francesco De Angelis, qui a battu America One de Paul Cayard à la surprise générale. L'équipage italien est favori devant le bateau kiwi.
La victoire est cependant une démonstration de Russell Coutts. Sur un plan d'eau difficile, avec des vents instables, les Italiens sont balayés 5 à 0 à Auckland. Dans la phase-clé du départ, Team New Zealand a toujours coupé la ligne en premier, ne laissant aucune chance aux Italiens de choisir le bon côté du plan d'eau. Russell Coutts laisse même la barre au jeune Dean Barker dans l'ultime régate. Russell Coutts devient alors un héros en Nouvelle-Zélande.
Toutefois, des querelles internes apparaissent, en particulier entre Peter Blake et Russell Coutts. Ce dernier ne se satisfait plus de son rôle de barreur et veut s'impliquer dans la gestion de Team New Zealand, ce que refuse Peter Blake. Cette dispute prend fin lorsque l'industriel suisse Ernesto Bertarelli recrute Russell Coutts à prix d'or, ce qui précipite la fin de l'aventure Black Magic dans un tollé général.

## L’aventure Alinghi
Russell Coutts rejoint le projet Alinghi, avec comme objectif de remporter la prochaine Coupe qui a lieu à Auckland en 2003. Russell Coutts emmène avec lui une partie de l'équipe néo-zélandaise, ce qui décime Team New Zealand et le décès de Peter Blake en 2001 en Amazonie finit de désorganiser l'équipage.
La Coupe Louis-Vuitton commence dans un climat délétère, avec des menaces de mort proférées à l'encontre de l'équipage suisse et de leurs familles. Une campagne nationaliste baptisée Loyal est organisée, mais cela galvanise Russell Coutts. Après une finale très serrée face à BMW Oracle Racing, Alinghi décroche le droit d'affronter Team New Zealand en Coupe de l'America.
Une forte tension règne sur Auckland avant le début de la coupe, qui se déroule au meilleur des sept matchs. Les Kiwis avaient annoncé un bateau révolutionnaire, mais il se révèle assez fragile en contrepartie. De plus, Dean Barker, le jeune barreur kiwi, n'est pas  au mieux de sa forme. Alinghi remporte la Coupe de l'America  par 5 à 0, et ramène le prestigieux trophée en Europe, après 152 ans d'absence.

## La Coupe de l'America 2007 sans Russell Coutts

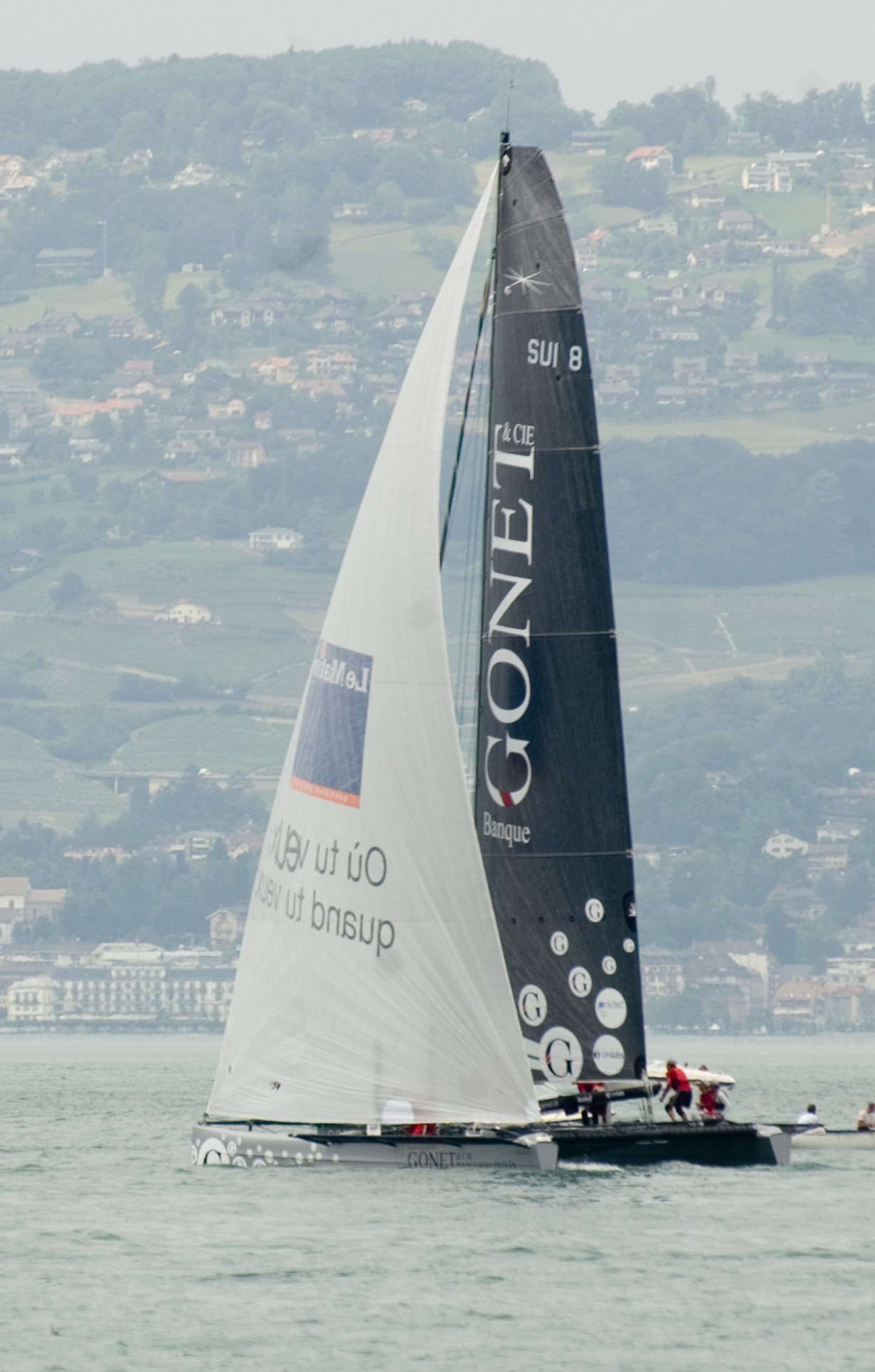
Russell Coutts à la barre du Décision 35 Team Banque Gonet Vainqueur du Bol d'Or 2006

Quelques mois après l'arrivée de la coupe à Genève, l'amitié entre Coutts et Bertarelli vole en éclats. Lors de la refonte du règlement de la Coupe de l'America, Alinghi prévoit de régater contre les challengers dans des compétitions appelées Act. Une première compétition est organisée à Newport contre le Challenger of Record, en l'occurrence les Américains de BMW Oracle Racing. Or Russell Coutts refuse de barrer SUI-64, et même de grimper à bord. Après une longue bataille juridique, Russell Coutts est renvoyé de l'équipe qu'il avait amenée à la victoire. Parallèlement, l'organisation de la coupe est attribuée à Valence, lieu sur lequel Russell Coutts a toujours émis des réserves.
Une refonte complète de la Coupe de l'America est entreprise par AC Management, la nouvelle entité chargée de l'organisation. Celle-ci, dirigée par un proche d'Ernesto Bertarelli, fait en sorte d'empêcher Russell Coutts de prendre part à la prochaine coupe. Le divorce est consommé, et Coutts se voit interdit par le nouveau règlement de la compétition de participer à la Coupe de l'America 2007, qui sera remportée par Alinghi.

## À la conquête d'un quatrième sacre avec Oracle
Après son licenciement d'Alinghi, Russell Coutts développe une nouvelle jauge de course dans l'espoir d'attirer de nouveaux skippers vers un nouveau type de compétition. Les RC44 naissent de la collaboration entre Coutts et l'architecte Andrej Justin. Ces bateaux plus petits et plus maniables que les ACC doivent rendre les matchs bien plus spectaculaires.
À peine un mois après la seconde victoire d'Alinghi, Russell Coutts signe chez BMW Oracle Racing, remporte en 2010 sa 4e Coupe de l'America, et ramène l'aiguière d'argent aux États-Unis.

## Vainqueur de la Coupe de l'America cinq fois
(avril 2011).
Russell Coutts a gagné la Coupe de l'America cinq fois :
- en 1995 à San Diego avec Team New Zealand sur le voilier Black Magic ;
- en 2000 à Auckland, avec Team New Zealand ;
- en 2003 à Auckland, avec le syndicat suisse Alinghi ;
- en 2010 à Valence avec BMW Oracle Racing.
- en 2013 à San Francisco avec Oracle Team USA

Il réalise les trois premières victoires avec un score de 5 à 0. Il devient ainsi le premier barreur à ramener la mythique Coupe en Europe pour la première fois depuis son départ pour le nouveau monde en 1851.
Avec trois Coupes de l'America (1995, 2000 et 2003), Russell Coutts  à 41 ans égale les records de Charlie Barr (1899, 1901 et 1903) et de Harold Vanderbilt (1930, 1934 et 1937), ainsi que de Dennis Conner qui l'a remportée 3 fois, mais non consécutivement. Russell Coutts a d’autre part dépassé la meilleure série de victoires dans la Coupe de l’America, avec 14 succès consécutifs (9 avec Team New Zealand et 5 avec Team Alinghi). Avant lui, Charlie Barr avait obtenu 9 victoires de suite. Coutts bat également le record absolu de victoires dans les régates de la Coupe que détenait l’Américain Dennis Conner avec 13 succès en quatre éditions (1980, 1983, 1987 et 1988).

## Palmarès
- 1979 Champion de Nouvelle-Zelande de Laser
- 1980 Champion du Monde des jeunes
- 1981 Champion du Monde de Finn
- 1984 Champion olympique de Finn
- 1992 8ème aux Jeux olympiques en Soling
- 1992 Champion du Monde de Match racing
- 1993 Champion du Monde de Match racing
- Victoires aux Bermuda Gold Cup en 1992, 1993 et 1998
- 1993 Victoire à l'Admiral's Cup
- 1993 Victoire à la One Ton Cup
- 1993 Victoire à la Two Ton Cup
- 1993 Victoire à la Sydney-Hobart
- 1996 Champion du Monde de Match racing
- 1995 Victoire à la Coupe de l'America
- 2000 Victoire à la Coupe de l'America
- 2003 Victoire à la Coupe de l'America